# Rue des Cheminets
Ne doit pas être confondu avec Rue des Cheminées.
La rue des Cheminets est une voie du 19e arrondissement de Paris, en France.

## Situation et accès
La rue des Cheminets est une voie  située dans le 19e arrondissement de Paris. Elle débute  rue de la Marseillaise et se poursuit rue Lamartine au Pré-Saint-Gervais

## Origine du nom

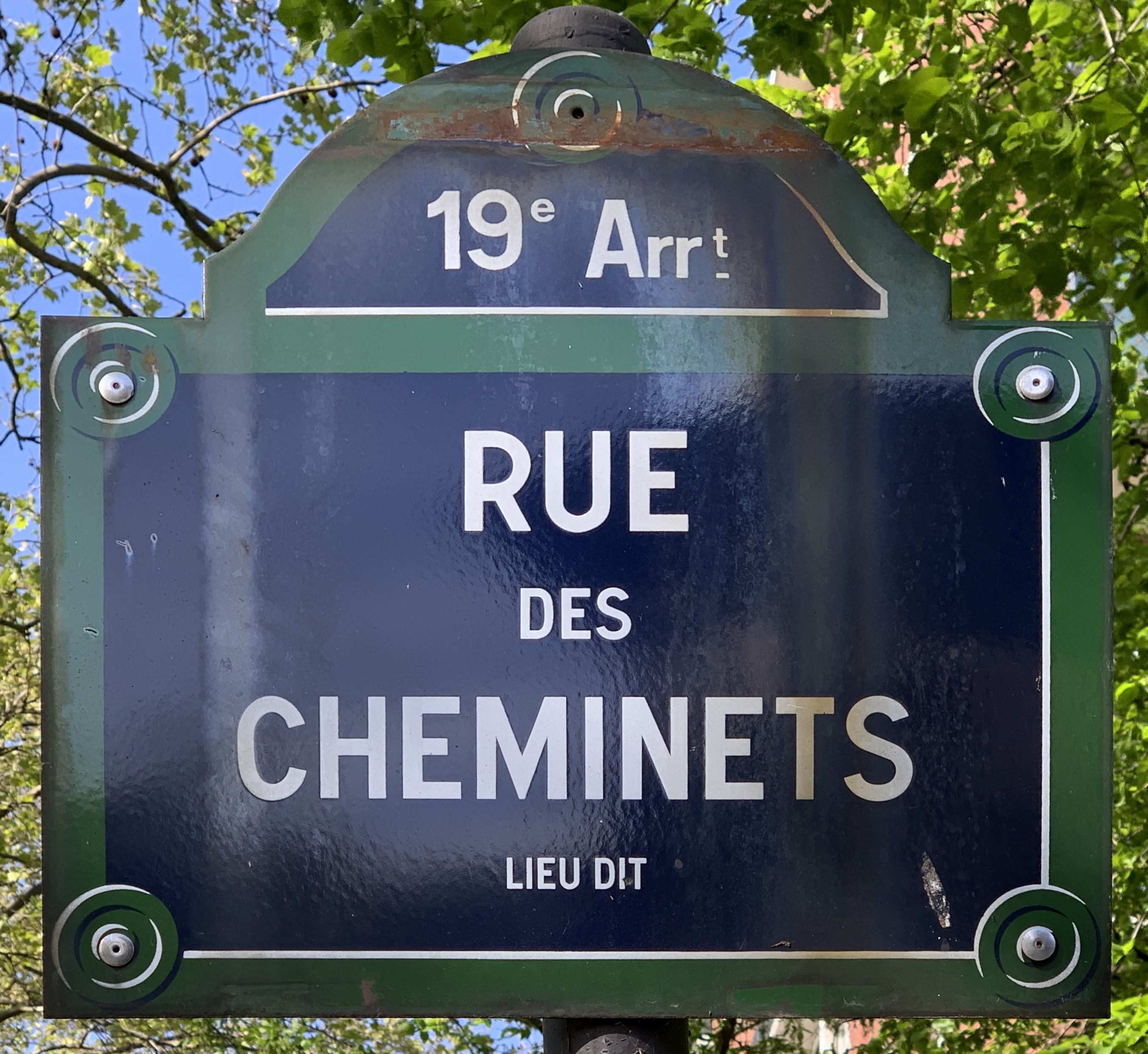
Plaque de la rue.

Elle porte le nom d'un ancien lieu-dit. 

## Historique
Cette rue était précédemment une partie de la « rue Lamartine » située autrefois sur le territoire du Pré-Saint-Gervais et qui fut annexé à Paris par un décret du 27 juillet 1930.
Elle prend sa dénomination actuelle par un arrêté du 3 juin 1932. 
L'assiette de la « rue des Cheminets » a été réduite lors de la création du boulevard Périphérique en 1966.